# Loreto Aravena
Loreto del Pilar Aravena Soto (Puente Alto, Santiago, 6 de agosto de 1983) es una actriz chilena que se hizo conocida tras su papel de Claudia Herrera, la hija mayor de Juan Herrera y Ana López en la serie Los 80 de Canal 13.

## Carrera
Nació el 6 de agosto de 1983 en Puente Alto. Es la menor de tres hermanos. Hizo sus estudios escolares en el Colegio Santa Joaquina de Vedruna en Puente Alto; estudió Licenciatura en Artes, mención Actuación Teatral en la Universidad de Chile.
Logró su mayor reconocimiento con su papel del Claudia Herrera López en la serie bicentenario Los 80, donde ingresó tras un casting, en el cual los directores decidieron ponerla de inmediato como el personaje de Claudia Herrera.
En 2010 llegó al tercer lugar del programa de competencia circense Circo de estrellas de TVN. Además se integró a la radio Rock And Pop como locutora en el programa Cabeza de radio junto con Matilda Svensson. En 2011, se esperaba que se integrara a TVN en la producción de la teleserie Esperanza, sin embargo, decidió quedarse en Canal 13 para ser parte de la exitosa telenovela nocturna de 2012 Soltera otra vez, donde personifico el papel de Susana "Susy" Sánchez. Asimismo, condujo el programa El Rito en Radio Universo.
Durante los años 2013 y 2016, continuó sus participaciones en diversas telenovelas de Canal 13 como El hombre de tu vida, Chipe libre y Preciosas, paralelamente participó en la primera y segunda entrega de la película Fuerzas Especiales, ambas producidas por Nicolás López. En 2017, se integró en la película Sapo.
En 2018, formó parte del elenco de Pacto de sangre, una serie que apareció en Internet Movie Database con una positiva calificación de 9,4 de 10 y en solo seis meses de emisión, recibió un gran número de premios y nominaciones. Al año siguiente se intengró a la teleserie Amor a la Catalán. Finalmente, fue desvinculada de Canal 13 en diciembre de 2019.

## Controversias
En mayo de 2019, se hizo público en los medios, un altercado de la actriz con el director Cristián Mason y el equipo de producción de Pacto de sangre, debido a que la actriz decidió frenar las grabaciones al notar que no se veía en el enfoque de una escena.
En 2018 apoyó públicamente a Nicolás López, tras ser acusado por acoso y abuso sexual. El 17 de abril de 2019, asistió al Centro de Justicia de Santiago y apoyó a López en su formalización. Ese mismo año, tuvo desencuentros con Juan Pablo Queraltó, quien la acusó de censurarlo en Canal 13. Durante el juicio en contra de Nicolás López, Aravena reconoció que le solicitó a su pareja, Max Luksic —director ejecutivo de Canal 13—, que consiguiera el reportaje que sería publicado en la revista Sábado —en el cual se detallarían los relatos de víctimas de abusos por parte de López— antes de que este saliera a imprenta.
En junio de 2020 el actor Héctor Morales la acusó en su cuenta de Twitter de haber influenciado en su despido de Canal 13, luego de que esta le pidió un vídeo donde él cuestionaba a los medios de comunicación en su entrega de información durante el estallido social de 2019.

## Filmografía
| Año  | Película                  | Rol          | Director             |
| ---- | ------------------------- | ------------ | -------------------- |
| 2009 | Tiempos malos             |              | Cristián Sánchez     |
| 2011 | 03:34                     | Ana          | Juan Pablo Ternicier |
| 2013 | No soy Lorena             | Olivia       | Isidora Marras       |
| 2014 | Fuerzas Especiales        | Cabo Vergara | José Miguel Zúñiga   |
| 2015 | Fuerzas Especiales 2      | Cabo Vergara | José Miguel Zúñiga   |
| 2017 | Sapo                      |              | Juan Pablo Ternicier |
| 2018 | No estoy loca             |              | Nicolás López        |
| 2022 | S.O.S. Mamis: La película | Luna         | Gabriela Sobarzo     |
| 2023 | Sayen                     | Miranda      | Alexander Witt       |

| Año       | Título               | Personaje                     | Director              |
| --------- | -------------------- | ----------------------------- | --------------------- |
| 2005      | Historias de Eva     | Daniela                       |                       |
| 2007      | Corazón de María     | Bartender                     | Patricio González     |
| 2008-2014 | Los 80               | Claudia Herrera López         | Boris Quercia         |
| 2010      | Cartas de mujer      | Jacinta                       |                       |
| 2012      | Soltera otra vez     | Sussy Sánchez                 | Herval Abreu          |
| 2013      | El hombre de tu vida | Olivia                        | Boris Quercia         |
| 2013-2014 | Soltera otra vez 2   | Sussy Sánchez                 | Herval Abreu          |
| 2014-2015 | Chipe libre          | Catalina Pardo                | Herval Abreu          |
| 2016-2017 | Preciosas            | Lorena Martínez "La Martillo" | Herval Abreu          |
| 2018      | Soltera otra vez 3   | Sussy Sánchez                 | Herval Abreu          |
| 2018-2019 | Pacto de sangre      | Josefa Urrutia                | Cristián Mason        |
| 2019-2020 | Amor a la Catalán    | Danae Catalán                 | Vicente Sabatini      |
| 2020      | S.O.S Mamis          |                               | Chepo Sepulveda Egaña |

| Año           | Título             | Programa | Detalle      |
| ------------- | ------------------ | -------- | ------------ |
| 2010          | Circo de estrellas | TVN      | Participante |
| 2013          | Todo Cine          | 13C      | Conductora   |
| 2013          | Séptimo Vicio      | Via X    | Invitada     |
| 2021-presente | Tiempos de Barrio  | Canal 13 | Conductora   |
| 2022-presente | Somos Caleta       | Canal 13 | Conductora   |

### Vídeos musicales
| Año  | Título    | Artista                            | Dirección      |
| ---- | --------- | ---------------------------------- | -------------- |
| 2017 | La Funa   | Joe Vasconcellos & Moral Distraída | Tomas Alzamora |
| 2011 | No me Ves | Narea y Tapia                      | Álvaro Pruneda |

## Radio
- Cabeza de radio - Rock & Pop (2010)
- El Rito - Universo (2011-2013)
- Locutora de continuidad, señal horaria y de Al Aire Libre en Radio Cooperativa (2018-presente)

## Comerciales de televisión
- Speed stick (2013) - Protagonista del comercial
- Ballerina Pro (2017) - Protagonista del comercial
- Teatrical (2019-presente) - Protagonista del comercial con Javiera Contador y Magdalena Müller
- Onix (2020) - Protagonista del comercial

## Premios y reconocimientos
| Año  | Premio       | Categoría               | Título | Resultado |
| ---- | ------------ | ----------------------- | ------ | --------- |
| 2009 | Premios APES | Mejor actriz de soporte | Los 80 | Ganadora  |